# جيريمي زوكر
جيريمي سكوت زوكر (بالإنجليزية: Jeremy Scott Zucker)‏، المعروف أيضًا باسم جيريمي زوكر (بالإنجليزية: Jeremy Zucker)‏، ولد في 3 مارس 1996 في فرانكلين ليكس، نيوجيرسي، وهو مغن وكاتب أغاني أمريكيون. ، الذي اشتهر بأغانيه "يأتي" (2018) و "كنت خير لي" (2019) و "كل الأطفال مكتئبون" (2018). منذ أن بدأ في نشر الموسيقى لأول مرة في عام 2015، أصدر زوكر عدة EPs وألبومين بطول كامل هما "الحب لا يموت" (2020) و "محطم" (2021).

## سيرة
في الأصل من فرانكلين ليكس، نيوجيرسي، نشأ زوكر في منزل موسيقي مع والديه وشقيقين أكبر منه. عندما كان طالبًا في مدرسة رامابو الثانوية، بدأ في تأليف الموسيقى في غرفة نومه وانضم لاحقًا إلى فرقة تسمى "تنذر". كانت أول أغنية كتبها على الإطلاق تدور حول خوف أخيه من المرتفعات. بعد تخرجه من المدرسة الثانوية، التحق بكلية كولورادو حيث تخرج عام 2018 بدرجة في علم الأحياء الجزيئي. قبل إنتاج موسيقاه الخاصة، كانت وظيفته الأولى كمدرب على الجليد.

## مهنة
في عام 2015، أطلق زوكر أول ألبوم له في EP جزيرة الشاطئ. أطلق أغنية يتنفس التي تحتوي على أغنية "بوت عليه" التي حققت نجاحًا كبيرًا في ديسمبر 2016. في عام 2017، أصدر زوكر أغنية موشنز، التي تضمنت أغنية "ثقيل"، والتي أعيد دمجها لاحقًا بلاكبير في أغنية "اجعل أبي فخوراً" وتم تضمينها في ألبومه "اللورد الرقمي". تعاون زوكر و دب أسود لاحقًا في أغنية "الحديث مبالغ فيه" في برنامج زوكر EP "عاطل". أصدر زوكر "جردت". في فبراير 2018، تلاه فيلم "تألق" في مايو 2018. في سبتمبر 2018، أصدر زوكر أغنية "صيف" التي تحتوي على أغنية "يأتي". كتب "يأتي" ردًا على تخرجه من الكلية في مايو 2018 والعودة إلى منزل طفولته في نيوجيرسي.
في عام 2019، تعاون زوكر مع المغني تشيلسي كاتلر في أغنية "كنت خير لي". كانت الأغنية هي الأغنية المنفردة في أول أغنية تعاونية من إنتاجهم EP برنت والتي تم إصدارها في 19 أبريل 2019.
في 26 يوليو، أصدر زوكر أغنية "أوه، المكسيك"، الأغنية الرئيسية لألبومه الأول الحب لا يموت. تم إصدار الأغاني المنفردة اللاحقة "دائمًا، سأهتم"، و "ليس صديقك"، و "جوليا" في 7 فبراير 2020 و 28 فبراير و 24 مارس على التوالي، مما أدى إلى إصدار الألبوم في 17 أبريل. الألبوم عبارة عن مجموعة سيرة ذاتية من الأغاني التي تم تسجيلها في بروكلين خلال النصف الثاني من عام 2019. في 24 يوليو، أصدر أغنية "خارقة" المنفردة. ظهر في أغنية كلير روزنكرانز "فتى الفناء الخلفي" و "شيء هو نفسه" مع الكسندر 23.
في 15 يناير 2021، أصدر زوكر وكوتلر "هكذا تقع في الحب" واستضافوا عرض البث المباشر برنت: مباشر على الإنترنت حيث قدموا برنت 2، والذي تم إصداره في 5 فبراير. ابتداءً من يونيو 2021، أصدر زوكر الأغاني "18" في 24 يونيو، و "أمين" في 23 يوليو، و "ابكي معك" في 20 أغسطس، و "معالج نفسي" في 17 سبتمبر كأغانٍ فردية لألبومه الثاني محطم الذي كان صدر في 1 أكتوبر 2021.

## تأثيرات
استشهد زوكر بلينك-182، جون بليون، بلاك بير، عدن، بون إيفار، ماك ميلر وويت كبعض من مؤثراته الموسيقية.
وُصِفت موسيقاه على أنها "مزيج من الإيقاعات الهوائية العضوية، ومقاطع صوتية على غرار الموسيقى التصويرية، وشعر غنائي لاذع في تمبلر."
يصف زوكر نفسه بأنه "انطوائي اجتماعي".

## روابط خارجية
- jeremyzuckermusic.com
- جيريمي زوكر في قاعدة بيانات الأفلام على الإنترنت
- جيريمي زوكر  على فيسبوك.
- جيريمي زوكر على إنستغرام
- جيريمي زوكر على تويتر
- جيريمي زوكر على يوتيوب
- جيريمي زوكر على سبوتيفاي